# Mimastra chennelli
Mimastra chennelli is een keversoort uit de familie bladkevers (Chrysomelidae). De wetenschappelijke naam van de soort werd in 1897 gepubliceerd door Joseph Sugar Baly.